# TLC: Tables, Ladders & Chairs 2010
TLC: Tables, Ladders & Chairs 2010 è stata la seconda edizione dell'omonimo evento in pay-per-view prodotto dalla WWE. L'evento si è svolto il 19 dicembre 2010 presso il Toyota Center di Houston.

## Storyline
Il 21 novembre, a Survivor Series, Randy Orton ha difeso con successo il WWE Championship contro Wade Barrett grazie all'aiuto di John Cena, arbitro speciale del loro incontro, il quale è stato poi licenziato dalla WWE (kayfabe) poiché non aveva fatto vincere il titolo a Barrett (suo leader nel Nexus). Nelle successive puntate di Raw, sfruttando il fatto di essere stato licenziato, Cena ha incominciato ad apparire a sorpresa durante gli show, attaccando brutalmente e sistematicamente ogni membro del Nexus, i quali hanno poi costretto Barrett a far riassumere lo stesso Cena per porre fine agli attacchi di quest'ultimo. Nella puntata di Raw del 13 dicembre Cena è stato quindi riassunto dalla WWE, con la condizione di avere un Chairs match contro Barrett per TLC: Tables, Ladders & Chairs.
Nella puntata di Raw del 22 novembre The Miz ha incassato con successo il contratto del Money in the Bank sul WWE Champion Randy Orton dopo che questi aveva appena difeso il titolo contro Wade Barrett, conquistando così il WWE Championship per la prima volta. Nella puntata di Raw del 6 dicembre il General Manager anonimo ha quindi annunciato un Tables match tra The Miz e Orton con in palio il titolo per TLC dopo che quest'ultimo aveva invocato la sua clausola di rivincita.
A Survivor Series, il match per il World Heavyweight Championship tra Kane ed Edge è terminato in pareggio (e senza quindi il cambio del titolo) a causa di un doppio schienamento. Nella puntata di SmackDown del 3 dicembre Edge ha sconfitto Kane in un incontro non titolato, ottenendo così un Tables, Ladders and Chairs match contro di lui con in palio il titolo per TLC. Nella puntata di SmackDown del 17 dicembre il General Manager dello show, Theodore Long, ha aggiunto anche Rey Mysterio e Alberto Del Rio nell'incontro di TLC tra Kane e Edge, trasformandolo dunque in un Fatal 4-Way Tables, Ladders and Chairs match con in palio il World Heavyweight Championship.
Nella puntata di Raw del 29 novembre Sheamus ha sconfitto John Morrison nella finale del torneo del King of the Ring, cambiando poi il suo ring-name in "King Sheamus". Successivamente, dopo continui scontri tra i due, è stato sancito un Ladder match tra Morrison e Sheamus per TLC con in palio lo status di contendente n°1 al WWE Championship. 
A Survivor Series, la sola Natalya ha sconfitto le campionesse Layla e Michelle McCool in un Handicap match, conquistando così il Divas Championship per la prima volta. Al termine dell'incontro, la rientrante Beth Phoenix ha salvato Natalya dall'attacco di Layla e della McCool. Un Tables match tra Natalya e la Phoenix contro Layla e la McCool, senza però il Divas Championship in palio, è stato poi annunciato per TLC. 
Nella puntata di SmackDown del 3 dicembre Kofi Kingston ha sconfitto Jack Swagger, diventando così il contendente n°1 dell'Intercontinental Champion Dolph Ziggler. Nella puntata di SmackDown del 10 dicembre Kingston ha affrontato Ziggler per il titolo, ma lo ha sconfitto solo per squalifica (e senza quindi conquistare il titolo) a causa dell'intervento di Swagger. Un Triple Threat Ladder match tra Ziggler, Kingston e Swagger con in palio l'Intercontinental Championship è stato poi annunciato per TLC. 
Nella puntata di Raw del 6 dicembre Santino Marella e Vladimir Kozlov hanno vinto un Fatal 4-Way Tag Team Elimination match che includeva anche gli Usos (Jey Uso e Jimmy Uso), Mark Henry e Yoshi Tatsu e i campioni del Nexus (Heath Slater e Justin Gabriel), conquistando così il WWE Tag Team Championship per la prima volta. Nella puntata di Raw del 13 dicembre è stato poi sancito un rematch tra Marella e Kozlov contro il Nexus con in palio i titoli di coppia per TLC dopo che Slater e Gabriel avevano invocato la loro clausola di rivincita. 

## Risultati
| #       | Incontri                                                                                           | Stipulazioni                                                                          | Durata |
| ------- | -------------------------------------------------------------------------------------------------- | ------------------------------------------------------------------------------------- | ------ |
| Kickoff | Daniel Bryan (c) ha sconfitto Ted DiBiase Jr. (con Maryse)                                         | Single match per il WWE United States Championship                                    | 05:18  |
| 1       | Dolph Ziggler (c) ha sconfitto Jack Swagger e Kofi Kingston                                        | Triple threat ladder match per il WWE Intercontinental Championship                   | 08:56  |
| 2       | Beth Phoenix e Natalya hanno sconfitto Layla e Michelle McCool                                     | Tag team tables match                                                                 | 09:20  |
| 3       | Santino Marella e Vladimir Kozlov (c) hanno sconfitto Heath Slater e Justin Gabriel per squalifica | Tag team match per il WWE Tag Team Championship                                       | 06:28  |
| 4       | John Morrison ha sconfitto King Sheamus                                                            | Ladder match per determinare il primo sfidante al WWE Championship                    | 19:08  |
| 5       | The Miz (c) (con Alex Riley) ha sconfitto Randy Orton                                              | Tables match per il WWE Championship                                                  | 13:40  |
| 6       | Edge ha sconfitto Alberto Del Rio, Kane (c) e Rey Mysterio                                         | Fatal four-way tables, ladders and chairs match per il World Heavyweight Championship | 22:45  |
| 7       | John Cena ha sconfitto Wade Barrett                                                                | Chairs match                                                                          | 19:10  |